# Драган Мићић
Драган Мићић (Бијељина, 20. јун 1969) бивши је српски и босанскохерцеговачки фудбалер. Након играчке каријере ради као фудбалски тренер. Водио је Лозницу у Српској лиги Запад и Првој лиги Србије.  

## Каријера

### Играч
Рођен је у 20. јуна 1969. године у Бијељини. Фудбалску каријеру је започео у локалном клубу Подриње из Јање, где је дебитовао са 17 година. Године 1993. прешао је у српски клуб ФК Лозница, који је тада наступао у Првој лиги СР Југославије. Три сезоне је наступао за Лозницу, а потом потписао уговор са некадашњим европским и светским шампионом из 1991. године Црвеном звездом из Београда. Први гол за Звезду постигао је на утакмици против Пролетера из Зрењанина. Остао је у клубу све до 2000. године, за то време освојио једну титулу првака државе и три купа СР Југославије 1997, 1999 и 2000. Затим је прешао у прволигаша ФК Рад са Бањице. У зимској првенственој паузи сезоне 2001/02, отишао је у Словенију и до краја те сезоне играо у словеначком прволигашу Копар. Затим се вратио у Србију, овог пута потписао уговор са екипом Будућности из Банатског Двора, који је од 2006. године променио име у ФК Банат. Играо је пет сезона у српској Суперлиги и другом рангу такмичења Првој лиги Србије. Каријеру је завршио у Радничком из Обреновца за који је играо до 2008. године.

### Тренер
Након завршетка играчке каријере, посветио се тренерском послу. Дана 25. марта 2011, постављен је за тренера Дрине из Зворника. У сезони 2013/14. са својом екипом освојио је Прву лигу Републике Српске и на тај начин вратио Дрину у Премијер лигу Босне и Херцеговине. Из клуба је отишао у марту 2015. године. Потом је неко време радио у омладинској селекцији Србије.
Дана 28. децембра 2017. године постављен је за тренера Звијезде 09, а на том месту се задржао до 26. фебруара 2018. године. У лето 2018. године је постао тренер Слоге Горње Црњелово. Крајем марта 2019. поднео је оставку на место тренера Слоге. Од 9. априла 2019. године постављен је за тренера Лознице.

## Трофеји
- Црвена звезда
  - Прва лига СР Југославије (1): 1999/00.
  - Куп СР Југославије (3): 1997, 1999 и 2000.